# القوات المسلحة لصربيا والجبل الأسود
القوات المسلحة لصربيا والجبل الأسود (بالسيريلية الصربية: Војска Србије и Црне Горе/Vojska Srbije i Crne Gore; ВСЦГ/VSCG) تضمنت قوات برية وقوات داخلية وحرس حدود و‌قوات بحرية و‌قوات جوية و‌دفاع مدني. قبل القوات المسلحة لصربيا والجبل الأسود كانت القوات المسلحة اليوغوسلافية (1992–2003) (Војска Југославије/Vojska Jugoslavije, ВЈ/VJ) من بقايا جيش يوغوسلافيا الشعبي جيش جمهورية يوغوسلافيا الاشتراكية الاتحادية. الدولة سميت فيما بعد جمهورية يوغوسلافيا الاتحادية شاركت في حروب يوغوسلافيا بتدخل مباشر محدود لقواتها.